# Seal Team (serial telewizyjny)
Seal Team – amerykański serial telewizyjny (dramat wojskowy) wyprodukowany przez Timberman/Beverly Productions oraz CBS Studios, którego twórcą jest Ben Cavell. Serial jest emitowany od 27 września 2017 roku przez CBS.
W Polsce serial jest emitowany od 11 kwietnia 2018 roku przez AXN.

## Fabuła
Serial opowiada o życiu i pracy elitarnej grupy komandosów SEAL.

## Obsada
- David Boreanaz jako starszy chorąży marynarki Jason Hayes[3]
- Max Thieriot jako starszy bosman Clay Spenser[4]
- Neil Brown Jr. jako chorąży marynarki Ray Perry[5]
- A. J. Buckley jako chorąży marynarki  Sonny Quinn[6]
- Jessica Paré jako Mandy Ellis[7]
- Toni Trucks jako  starszy bosman Diaz[8]

## Odcinki
| Sezon | Odcinki | Oryginalna emisja w CBS | Oryginalna emisja w CBS | Oryginalna emisja w AXN | Oryginalna emisja w AXN | Oryginalna emisja w AXN |
| Sezon | Odcinki | Premiera sezonu         | Finał sezonu            | Premiera sezonu         | Finał sezonu            |                         |
| ----- | ------- | ----------------------- | ----------------------- | ----------------------- | ----------------------- | ----------------------- |
| 1     | 22      | 27 września 2017        | 16 maja 2018            | 11 kwietnia 2018        | 19 września 2018        |                         |
| 2     | 22      | 3 października 2018     | 22 maja 2019            | 13 maja 2019            | 11 grudnia 2019         |                         |
| 3     | 20      | 2 października 2019     | 6 maja 2020             | 21 lipca 2020           |                         |                         |
| 4     | 16      | 2 grudnia 2020          | 26 maja 2021            |                         |                         |                         |
| 5     | 14      | 10 października 2021    | 23 stycznia 2022        |                         |                         |                         |
| 6     | 10      | 18 września 2022        | 20 listopada 2022       |                         |                         |                         |

### Sezon 1 (2017-2018)
| Nr | #  | Tytuł                      | Reżyseria           | Scenariusz                                                      | Premiera w CBS       | Premiera w AXN   |
| -- | -- | -------------------------- | ------------------- | --------------------------------------------------------------- | -------------------- | ---------------- |
| 1  | 1  | Pilot                      | Christopher Chulack | Benjamin Cavell                                                 | 27 września 2017     | 11 kwietnia 2018 |
| 2  | 2  | Other Lives                | Christopher Chulack | Benjamin Cavell                                                 | 4 października 2017  | 18 kwietnia 2018 |
| 3  | 3  | Boarding Party             | Christopher Chulack | Spencer Hudnut                                                  | 11 października 2017 | 25 kwietnia 2018 |
| 4  | 4  | Ghosts of Christmas Future | Larry Teng          | Benjamin Cavell, Daniele Nathanson                              | 18 października 2017 | 9 maja 2018      |
| 5  | 5  | Collapse                   | Ian Toynton         | Becky Mode                                                      | 25 października 2017 | 16 maja 2018     |
| 6  | 6  | The Spinning Wheel         | Melanie Mayron      | Joseph Sawyer, Julian Silver, Reiss Clausen-Wolf, Beth Schacter | 8 listopada 2017     | 23 maja 2018     |
| 7  | 7  | Borderlines                | Félix Alcalá        | Corinne Marrinan                                                | 15 listopada 2017    | 6 czerwca 2018   |
| 8  | 8  | The Exchange               | John Dahl           | Sabrina Almeida, Spencer Hudnut                                 | 22 listopada 2017    | 13 czerwca 2018  |
| 9  | 9  | Rolling Dark               | Michael Watkins     | Daniele Nathanson, Brian Horiuchi                               | 6 grudnia 2017       | 20 czerwca 2018  |
| 10 | 10 | Pattern of Life            | Christopher Chulack | Corinne Marrinan                                                | 3 stycznia 2018      | 27 czerwca 2018  |
| 11 | 11 | Containment                | Andy Wolk           | Beth Schacter                                                   | 10 stycznia 2018     | 4 lipca 2018     |
| 12 | 12 | The Upside Down            | J. Michael Muro     | Spencer Hudnut, John Bellucci                                   | 17 stycznia 2018     | 11 lipca 2018    |
| 13 | 13 | Getaway Day                | Christopher Chulack | Benjamin Cavell, Ed Redlich, John Bellucci                      | 31 stycznia 2018     | 18 lipca 2018    |
| 14 | 14 | Call Out                   | Christopher Chulack | Beth Schacter                                                   | 28 lutego 2018       | 25 lipca 2018    |
| 15 | 15 | No Man's Land              | Ian Toynton         | John Bellucci, Corinne Marrinan                                 | 7 marca 2018         | 1 sierpnia 2018  |
| 16 | 16 | Never Get Out of the Boat  | J. Michael Muro     | Spencer Hudnut, Mark Semos                                      | 21 marca 2018        | 8 sierpnia 2018  |
| 17 | 17 | In Name Only               | John Dahl           | Brian Horiuchi, Sabrina Almeida                                 | 28 marca 2018        | 15 sierpnia 2018 |
| 18 | 18 | Credible Threat            | Ruben Garcia        | Valerie Armstrong, Josef Sawyer                                 | 11 kwietnia 2018     | 22 sierpnia 2018 |
| 19 | 19 | Takedown                   | Holly Dale          | Julian Silver, Reiss Clauson-Wolf, Beth Schacter                | 25 kwietnia 2018     | 29 sierpnia 2018 |
| 20 | 20 | Enemy of My Enemy          | Larry Teng          | John Bellucci, Corinne Marrinan                                 | 2 maja 2018          | 5 września 2018  |
| 21 | 21 | The Graveyard of Empires   | David Boreanaz      | Ed Redlich, Spencer Hudnut                                      | 9 maja 2018          | 12 września 2018 |
| 22 | 22 | The Cost of Doing Business | Larry Teng          | Benjamin Cavell                                                 | 16 maja 2018         | 19 września 2018 |

### Sezon 2 (2018-2019)
| Nr | #  | Tytuł                   | Reżyseria           | Scenariusz                                    | Premiera w CBS       | Premiera w AXN  |
| -- | -- | ----------------------- | ------------------- | --------------------------------------------- | -------------------- | --------------- |
| 23 | 1  | Fracture                | Christopher Chulack | John Glenn, Spencer Hudnut                    | 3 października 2018  | 13 maja 2019    |
| 24 | 2  | Never Say Die           | Nelson McCormick    | Jon Worley                                    | 10 października 2018 | 20 maja 2019    |
| 25 | 3  | The Worst of Conditions | Christopher Chulack | Holly Harold                                  | 17 października 2018 | 27 maja 2019    |
| 26 | 4  | All That Matters        | Gonzalo Amat        | Duppy Demetrius                               | 24 października 2018 | 3 czerwca 2019  |
| 27 | 5  | Say Again Your Last     | Silver Tree         | Dana Greenblatt                               | 31 października 2018 | 10 czerwca 2019 |
| 28 | 6  | Hold What You Got       | Kevin Fink          | Spencer Hudnut, Mark Semos                    | 7 listopada 2018     | 17 czerwca 2019 |
| 29 | 7  | Outside the Wire        | J. Michael Muro     | John Glenn, Julian Silver, Reiss Clauson-Wolf | 14 listopada 2018    | 24 czerwca 2019 |
| 30 | 8  | Parallax                | Jann Turner         | Holly Harold, Teresa Huang                    | 21 listopada 2018    | 1 lipca 2019    |
| 31 | 9  | Santa Muerte            | Larry Teng          | John Glenn, Jon Worley                        | 5 grudnia 2018       | 8 lipca 2019    |
| 32 | 10 | Prisoner's Dilemma      | Thomas Carter       | Tom Mularz, Jon Worley                        | 12 grudnia 2018      | 15 lipca 2019   |
| 33 | 11 | Backwards in High Heels | Ruben Garcia        | Holly Harold, Dana Greenblatt                 | 2 stycznia 2019      | 22 lipca 2019   |
| 34 | 12 | Things Not Seen         | Michael Watkins     | Kenny Ryan, Jacob Roman, Tom Mularz           | 9 stycznia 2019      | 29 lipca 2019   |
| 35 | 13 | Time to Shine           | Christopher Chulack | John Glenn, Spencer Hudnut, Mark Semos        | 23 stycznia 2019     | 4 grudnia 2019  |
| 36 | 14 | What Appears To Be      | Holly Dale          | Brian Beneker                                 | 20 marca 2019        | 5 grudnia 2019  |
| 37 | 15 | You Only Die Once       | J. Michael Muro     | Julian Silver, Reiss Clauson-Wolf             | 27 marca 2019        | 5 grudnia 2019  |
| 38 | 16 | Dirt, Dirt, Gucci       | Holly Dale          | John Glenn, Jon Worley                        | 3 kwietnia 2019      | 6 grudnia 2019  |
| 39 | 17 | Paradise Lost           | Allison Liddi-Brown | Tom Mularz                                    | 10 kwietnia 2019     | 6 grudnia 2019  |
| 40 | 18 | Payback                 | Guy Ferland         | Dana Greenblatt, Teresa Huang                 | 17 kwietnia 2019     | 9 grudnia 2019  |
| 41 | 19 | Medicate and Isolate    | Ruben Garcia        | Spencer Hudnut, Kenny Ryan, Jacob Roman       | 24 kwietnia 2019     | 9 grudnia 2019  |
| 42 | 20 | Rock Bottom             | Michael Watkins     | Holly Harold, Mark H. Semos                   | 1 maja 2019          | 10 grudnia 2019 |
| 43 | 21 | My Life for Yours       | David Boreanaz      | John Glenn, Spencer Hudnut                    | 8 maja 2019          | 10 grudnia 2019 |
| 44 | 22 | Never Out of the Fight  | Christopher Chulack | John Glenn, Spencer Hudnut                    | 22 maja 2019         | 11 grudnia 2019 |

### Sezon 3 (2019-2020)
| Nr    | #     | Tytuł                             | Reżyseria           | Scenariusz                                  | Premiera w CBS       | Premiera w AXN   |
| ----- | ----- | --------------------------------- | ------------------- | ------------------------------------------- | -------------------- | ---------------- |
| 45    | 1     | Welcome to the Refuge             | Christopher Chulack | John Glenn, Spencer Hudnut                  | 2 października 2019  | 21 lipca 2020    |
| 46    | 2     | Ignore and Override               | Christopher Chulack | John Glenn, Spencer Hudnut                  | 9 października 2019  | 28 lipca 2020    |
| 47    | 3     | Theory and Methodology            | Ruben Garcia        | Holly Harold                                | 16 października 2019 | 4 sierpnia 2020  |
| 48    | 4     | The Strength of the Wolf          | Allison Liddi-Brown | John Glenn, Kenny Ryan, Jacob Roman         | 23 października 2019 | 11 sierpnia 2020 |
| 49    | 5     | All Along the Watchtower: Part 1  | Alexis Ostrander    | Tom Mularz                                  | 30 października 2019 | 18 sierpnia 2020 |
| 50    | 6     | All Along the Watchtower: Part 2  | Ruben Garcia        | Dana Greenblatt                             | 6 listopada 2019     | 25 sierpnia 2020 |
| 51    | 7     | The Ones You Can't See            | Ruben Garcia        | Dana Greenblatt                             | 20 listopada 2019    | 1 września 2020  |
| 52    | 8     | Danger Crossing                   | Michael Watkins     | Holly Harold                                | 27 listopada 2019    | 8 września 2020  |
| 53    | 9     | Kill or Cure                      | Gonzalo Amat        | Tom Mularz                                  | 4 grudnia 2019       | 15 września 2020 |
| 54    | 10    | Unbecoming an Officer             | Tyler Grey          | Dana Greenblatt                             | 11 grudnia 2019      | 22 września 2020 |
| 55,56 | 11,12 | Siege Protocol: Part 1 and Part 2 | Gonzalo Amat        | Matt Bosack (Part 1), Kenny Sheard (Part 2) | 26 lutego 2020       | 29 września 2020 |
| 57    | 13    | Fog of War                        | Christopher Chulack | Spencer Hudnut, Mark H. Semos               | 4 marca 2020         |                  |
| 58    | 14    | Objects in Mirror                 | David Cook          | Tom Mularz                                  | 11 marca 2020        |                  |
| 59    | 15    | Rules of Engagement               | J. Michael Muro     | Holly Harold, Kenny Ryan, Jacob Roman       | 18 marca 2020        |                  |
| 60    | 16    | Last Known Location               | Larry Teng          | Stephen Gasper, Dana Greenblatt             | 25 marca 2020        |                  |
| 61    | 17    | Drawdown                          | Max Thieriot        | Matt Bosack, Mark H. Semos                  | 8 kwietnia 2020      |                  |
| 62    | 18    | Edge of Nowhere                   | Christine Moore     | Rashaan Dozier-Escalante, Tom Mularz        | 22 kwietnia 2020     |                  |
| 63    | 19    | In The Blind                      | Allison Liddi-Brown | Corinne Marrinan, Kenny Ryan, Jacob Roman   | 29 kwietnia 2020     |                  |
| 64    | 20    | No Choice in Duty                 | Ruben Garcia        | Holly Harold, Brian Beneker                 | 6 maja 2020          |                  |

## Produkcja
28 stycznia 2017 roku, stacja CBS zamówiła pilotowy odcinek serialu.
Pod koniec lutego 2017 roku, poinformowano, że Neil Brown Jr. otrzymał rolę Raya. W kolejnym miesiącu do obsady dołączyli: Max Thieriot, A. J. Buckley, Toni Trucks, Jessica Paré oraz David Boreanaz.
12 maja 2017 roku stacja CBS zamówiła serial na sezon telewizyjny 2017/2018.
13 października 2017 roku, CBS ogłosiła zamówienie pełnego sezonu.
27 marca 2018 roku, stacja CBS przedłużyła serial o drugi sezon
6 maja 2020 roku stacja CBS przedłużyła serial o czwarty sezonu.